# 56 a.C.
Il 56 a.C. (LVI a.C. in numeri romani) è un anno  del I secolo a.C.

## Eventi
- Giulio Cesare sconfigge i Veneti.
- Giulio Cesare, Gneo Pompeo Magno e Marco Licinio Crasso si incontrano a Lucca.
- Un terremoto colpisce Potentia (Potenza).
- Il leggendario re indiano Vikramaditya dà inizio al calendario hindù Vikram Samvat dopo una vittoria sul popolo degli Sciti

## Morti
- Lucio Licinio Lucullo, generale e politico romano (n. 117 a.C.)
- Seleuco VII, sovrano